# Jan Mrvík
Jan Mrvík, né le 29 mars 1939 à Prague et mort le 27 mai 2023, est un rameur tchécoslovaque.

## Biographie

### Palmarès

#### Aviron aux Jeux olympiques
- 1964 à Tokyo,  Japon
  -  Médaille de bronze en huit[2]

#### Championnats d'Europe d'aviron
- 1963 à Copenhague,  Danemark
  -  Médaille de bronze en huit